# شهرستان پینگهه
شهرستان پینگهه (به لاتین: Pinghe County) یک منطقهٔ مسکونی در جمهوری خلق چین است که در جانگجاو واقع شده‌است.